# Estufa
|  | Per a altres significats, vegeu «Estufa de laboratori». |

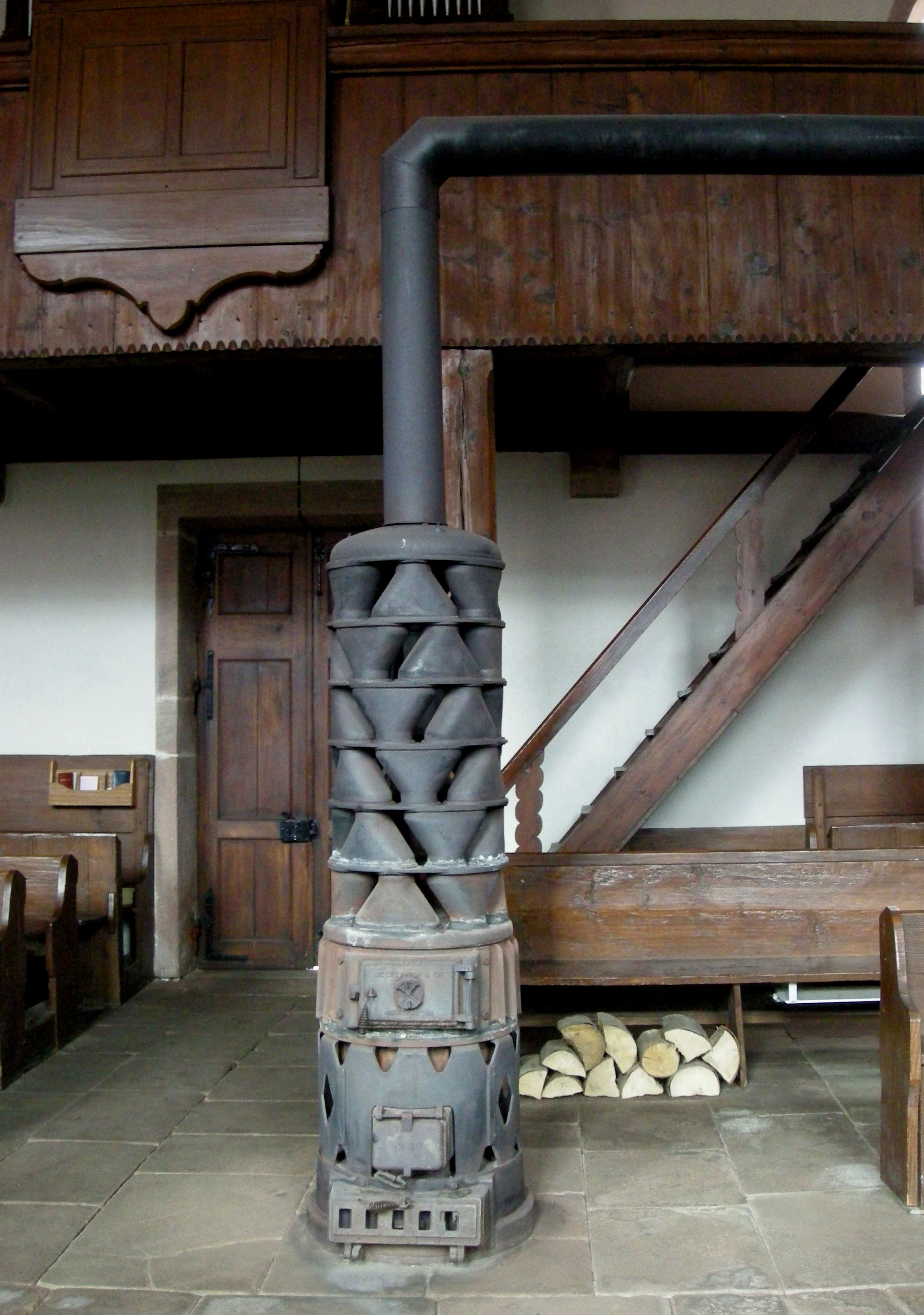
Una estufa a Fouday (Alsàcia)

Una estufa designa un aparell de calefacció tancat que consta d'una cambra de combustió per a fusta o carbó. Per extensió es coneix amb el nom d'estufa, qualsevol aparell d'invenció posterior que produeix calor i que serveix per escalfar, i en alguns països per cuinar. Funciona tradicionalment per mitjà de la combustió, però modernament s'ha anomenat amb el mateix nom les que funcionen per electricitat (per efecte Joule).
A causa de les preocupacions sobre la contaminació de l'aire, s'han fet esforços per millorar el disseny de l'estufa al llarg dels anys. Les estufes de pèl·lets, per exemple, són un tipus d'estufa de combustió neta. Mentre que les estufes hermètiques són un altre tipus que cremen la llenya de manera més completa i, per tant, redueixen la quantitat de subproductes de la combustió. Un altre mètode per reduir la contaminació de l'aire és mitjançant l'addició d'un dispositiu per netejar els gasos d'escapament, per exemple un filtre o un postcremador. La investigació i el desenvolupament d'estufes més segures i amb menys emissions estan en evolució constant.

## Història
Diversos sistemes de tancar el foc s'han utilitzat des de l'antigor. Els grecs antics feien servir un tipus d'estufa anomenada hipocaust i el laconicum romà, també són de concepció antiga l'estufa russa i l'alsaciana de ceràmica. El 1617 va aparèixer la primera obra completa sobre les estufes, publicat en alemany per Franz Kessler. Aquest treball descriu els principis de la calefacció utilitzada a Alemanya a l'època, que es van perfeccionar molt poc fins al segle xix. L'estufa tancada ha estat sempre més popular en els països del nord d'Europa i els Estats Units que a la resta. Dickens les qualificava de monstres candents i Oscar Wilde de decorats que irradïen calor en el centre de l'habitació. Entre les innovacions més importants es troba l'estufa metàl·lica patentada per Benjamin Franklin el 1742.
Les estufes antigues generalment es feien d'obra (maó) va ser a partir del segle xix quan les estufes es van fabricar en sèrie en fosa metal·lùrgica amb l'anomenada estufa salamandra que formava l'embolcall d'un petit recinte dividit en dos compartiments cadascun amb una obertura amb una porteta de tancament. El compartiment superior és el braser, on es posa i es crema el combustible. L'inferior és el cendrer separat de l'altre per una reixeta i recull les cendres de la combustió. La xemeneia, que va a l'exterior, completa el conjunt.
Actualment el disseny intenta millorar el rendiment energètic (que actualment en general depassa el 60%) i evitar les molèsties de fums i cendres. Sovint estan preparades per usar biomassa, amb algun tipus de preparació, com a combustible.

## Construcció
Les més antigues eren normalment d'obra (maó i argamassa) amb portelles metàl·liques (generalment de fosa) i més tard totalment de fosa (estufa salamandra, inventada el 1742, per Benjamin Franklin), formant l'embolcall. La llar està dividida en dos compartiments, cadascun amb una obertura amb la porta de tancament. El compartiment superior és el 'braser', on es posa i crema el combustible (les brases). L'inferior, cendrós, separat de l'altre per una reixeta, recull les cendres de la combustió. La porteta d'aquest compartiment serveix per retirar les cendres i també per regular l'entrada d'aire, mitjançant una cremallera per poder-la deixar més o menys oberta, o un altre dispositiu específic, sovint de tipus papallona, per a la mateixa finalitat. Certes estufes, per a edificis luxosos, es van fer també de material ceràmic, com la de la figura.
El conjunt es completa amb un húmer o xemeneia, empalmada a la part superior del braser, per evacuar els fums resultants a l'exterior.
El gran avantatge d'aquest artefacte, davant de la llar oberta, és que no cal gran quantitat d'aire per arrossegar els fums, sinó només el necessari per a la combustió. El fum no té cap altra sortida que l'húmer (sortida de gasos o xemeneia), sense possibilitat de revocar cap a l'ambient habitat, i la velocitat de sortida del fum és determinat per la quantitat d'aire que hi entra, quantitat que es pot regular. Això porta, per una banda, que en poder regular l'entrada d'aire, els fums (gasos calents procedents de la combustió) surten més a poc a poc a l'exterior deixant una part més gran de la calor produïda a l'espai habitat, i, per altra banda, en tenir l'húmer (sortida de gasos) a la part alta del braser, aquests circulen per termosifó (o tir tèrmic) sense necessitat d'afegir aire supletori per arrossegar-los. També, en circular menys aire fred, la combustió es fa a més temperatura i, per tant, s'aprofita més la capacitat calorífica del combustible. I finalment, aquesta reducció de l'entrada d'aire permet que l'ambient estigui menys escombrat, menys refredat per l'aire de l'exterior.

## Variants

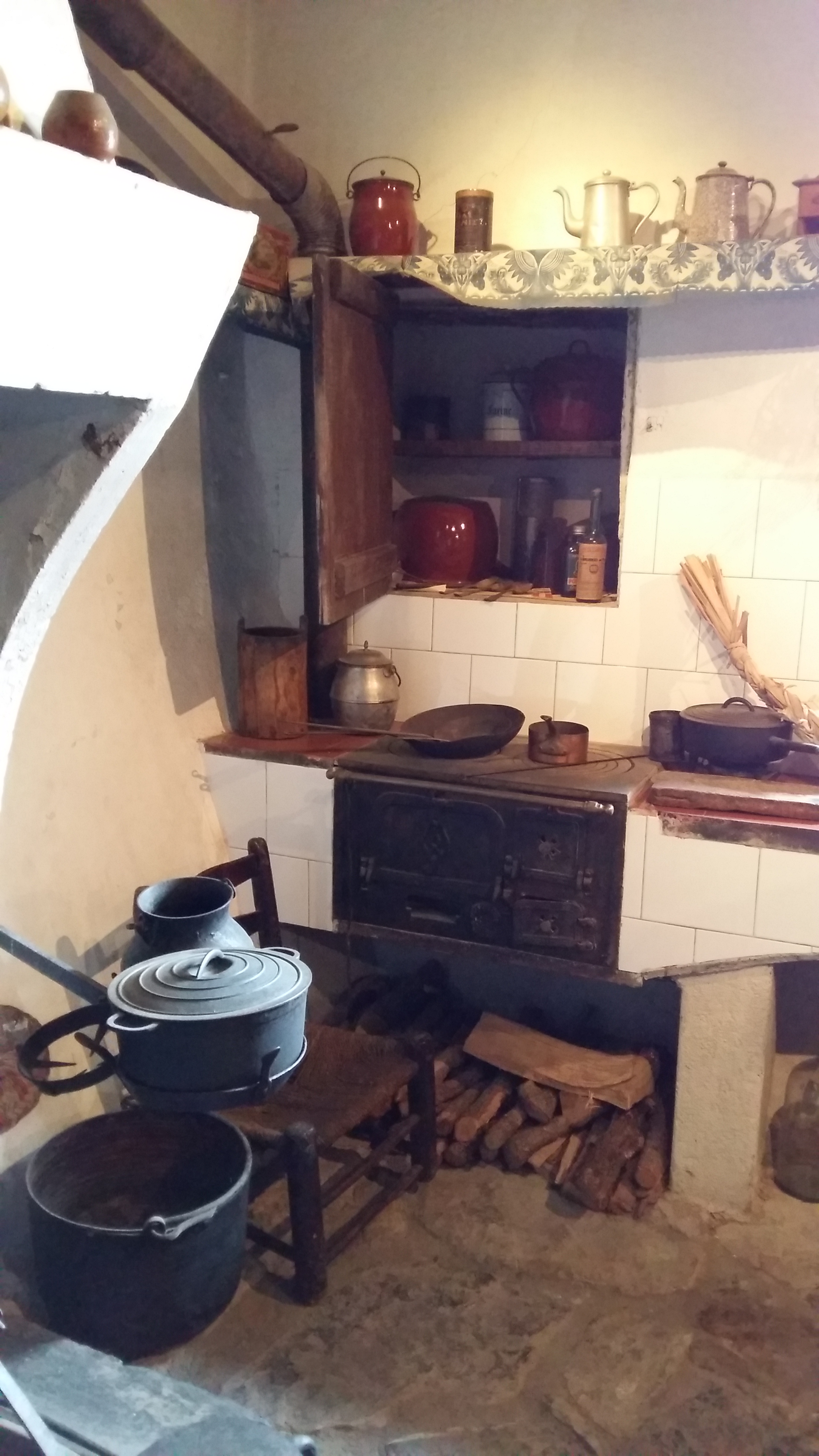
Cuina econòmica a Museu Casa Rull, Sispony, Andorra

### Estufa ceràmica
Emprada antigament en palaus o cases riques. L'anomenada "estufa ceràmica", és una variant que s'ha emprat antigament a països freds del nord d'Europa. Es tracta d'una estufa com les descrites, però amb la particularitat que les obertures per a càrrega de combustible i per a l'entrada i la regulació d'aire s'obren cap a un passadís de servei, de manera que l'aire de combustió no passa per l'habitació a caldejar. L'estufa pròpiament dita estava a la mateixa habitació, i generalment estava folrada de rajoles decoratives. D'aquesta manera s'evitaven del tot els problemes d'aireig excessiu que necessita el combustible per cremar, i la càrrega de combustible i la retirada de cendres no es feia per les habitacions nobles. La calor es difonia al local per les parets calentes de l'estufa, de certa inèrcia tèrmica, que regulaven el pas de la calor, temperant la superfície.
Naturalment, era un tipus d'estufa emprat a cases importants o palaus, no a cases corrents.

### Cuina econòmica
Feta de fosa, a la part superior té una planxa calenta amb un orifici circular per entrar el combustible (llenya o carbó). També disposa d'un forn. Una adaptació de l'estufa per fer-la servir de cuina va ser la càmera de foc: el foc va ser tancat per tres costats per murs de maçoneria i cobert per una placa de fosa. El 1735 va aparèixer el primer disseny que va tancar totalment el foc: l′estufa Castrol, de l'arquitecte francès François Cuvilliés, que era una construcció de maçoneria amb diversos fogons coberts per xapes perforades de ferro. També es coneix com a cuina d'estofats (stew stove). Prop del final del segle xviii, el disseny va ser refinat penjant els pots en forats a través de la placa superior de ferro, millorant així l'eficiència tèrmica encara més.
Una millora posterior va ser l'anomenada 'cuina econòmica', ja completament (o gairebé) feta amb metall (normalment fosa) té a la part superior una planxa calenta on es posen les cassoles, amb un orifici circular que serveix per alimentar de combustible el braser, i com a tapadora una sèrie d'anelles concèntriques, també de fosa per al tancament parcial o total de l'obertura. A més disposa d'un forn. El nom d'econòmica ve perquè aprofitava molt millor el combustible que la llar oberta tradicional (tot i el seu nom, no s'ha de pensar que és més econòmica que qualsevol de les cuines modernes, ans al contrari, però era més econòmica que les anteriors).
Aquest tipus de cuina és el que es coneix en certs països americans com a estufa domèstica, perquè a part del seu ús com cuina, s'empren per a escalfar el local.

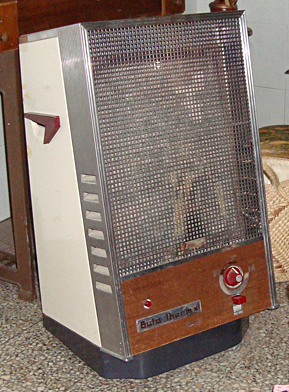
Estufa de gas butà portàtil de la dècada de 1970

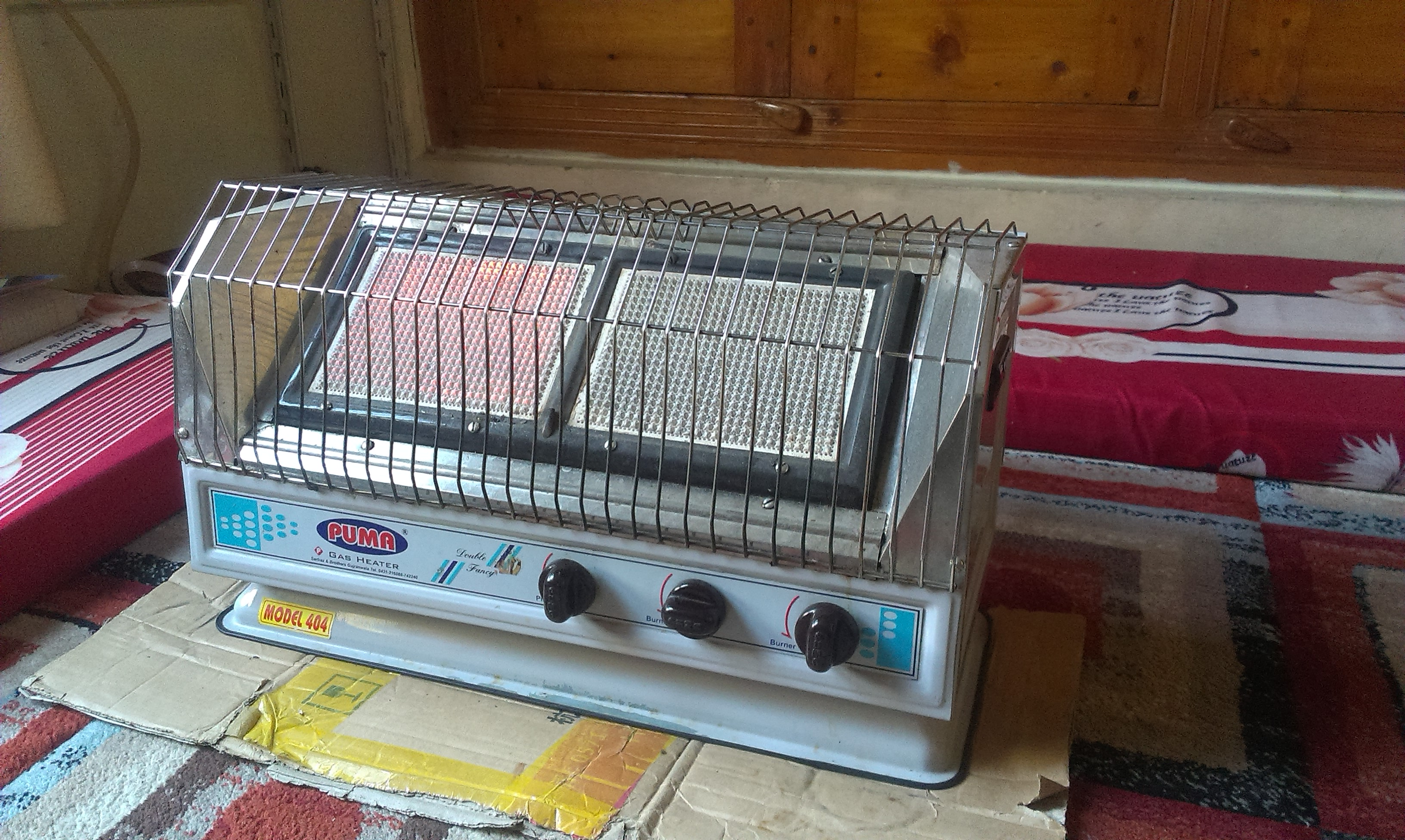
Una altra mostra d'estufa de gas butà portàtil de la dècada de 2000

### Estufa de gas
Generalment de gas butà escalfa més de pressa que les elèctriques. Com inconvenient si no hi ha prou entrada d'aire emeten monòxid de carboni, que és verinós, per evitar-ho han de portar un mecanisme de seguretat que apagui l'estufa en aquest cas. Produeix humitat, ja que cada kg de gas butà genera 1,7 litres d'aigua. És un tipus d'estufa que genera la calor mitjançant la combustió d'un gas, generalment gas butà, en un cremador a l'atmosfera que emet la calor. El gran avantatge és que és econòmic d'adquirir i que genera molta més potència que les elèctriques, escalfant l'ambient molt més de pressa.
Té diversos inconvenients: l'aire de la combustió ha d'entrar des de l'exterior, fred, cosa que refrigera l'atmosfera que es vol escalfar. Si no hi hagués prou entrada d'aire la combustió serà incompleta amb producció del verinós monòxid de carboni (CO). Per evitar-ho, les estufes han de tenir un analitzador de l'atmosfera, que apagarà l'estufa si es detecta una quantitat perillosa de CO a l'ambient.
Finalment, la combustió del butà produeix al voltant d'1,7 litres d'aigua (en forma de vapor) per cada quilo de combustible cremat. uns 22 litres d'aigua per una bombona normal de 13 kg, per la qual cosa produeix una gran humitat al local escalfat.
Estufa salamandra

## Regulació d'emissions
Molts països legislen per controlar les emissions.
Des del 2015, la Fase III de les Regulacions d'estufes de llenya de l'EPA als Estats Units requereixen que totes les estufes de llenya que es fabriquen limitin l'emissió de partícules a 4,5 grams per hora per a estufes amb postcremadors o 2,5 grams per hora per a estufes amb convertidors catalítics.
La temperatura de combustió a les estufes modernes pot augmentar fins al punt en què es produeix una combustió secundària i completa del combustible. Un escalfador de maçoneria correctament encès té poca o cap contaminació per partícules a la fuita i no contribueix a l'acumulació de creosota als conductes de l'escalfador o a la xemeneia. Algunes estufes arriben tan sols d'1 a 4 grams per hora. Això és aproximadament un 10% més de fum que les estufes més antigues i equival a gairebé zero fum visible de la xemeneia. Això s'aconsegueix en gran manera provocant la combustió de la màxima quantitat de material, cosa que dona com a resultat una eficiència neta del 60 al 70%, en contrast amb menys del 30% per a una xemeneia oberta. L'eficiència neta es defineix com la quantitat d'energia tèrmica transferida a l'habitació en comparació de la quantitat continguda a la fusta, menys qualsevol quantitat que la calefacció central hagi de funcionar per compensar els problemes de flux d'aire.

## Eficiència
Les estufes ofereixen la possibilitat d'una major eficiència, control i baixa emissió de fum que els simples focs a l'aire lliure o llars. A l'aire lliure, els combustibles sòlids cremen només uns a una temperatura d'uns 240°C, que és una temperatura massa baixa perquè les reaccions de combustió perfecta es produeixin; la calor produïda es perd en gran part per convecció, el fum pot arrossegar partícules no cremades totalment (sutge, brea, creosota) i el subministrament d'aire per a la combustió és difícil de controlar, aire de l'exterior, fred, que en passar pel local a escalfar, ho refreda.
En tancar el foc en una cambra i connectar-la a una xemeneia, s'hi produeix l'efecte de tir tèrmic (els gasos de la combustió, calents, tenen menys densitat que l'aire i ascendeixen per a l'húmer, provocant una depressió a la llar), cosa que genera l'entrada d'un corrent d'aire a la llar, fent-lo circular a través del combustible que es crema; el cabal d'aquest corrent es pot regular mitjançant un sistema d'entrada de secció variable i ajustar-se molt aproximadament a les necessitats. Això permet que la temperatura de la combustió pugi a un punt (600°C) on s'aconsegueix una combustió més eficient; la tancada permet regular l'entrada d'aire i s'eliminen en gran manera les pèrdues per convecció. També és possible, amb un disseny enginyós, dirigir el flux de gasos cremats dins de l'estufa de manera que les partícules de sutge s'escalfin i es cremin, produint una mica més de calor.
Tancar el foc limita també el cabal d'aire succionat des de la sala per l'húmer. Un excés d'entrada d'aire representaria una pèrdua significativa de calor, ja que una xemeneia amb foc obert extreu un cabal excessiu d'aire calent del local.
Algunes estufes de gas utilitzen un convertidor catalític, que provoca la combustió de les partícules de gas i fum no cremats prèviament. Altres models utilitzen un disseny que inclou l'aïllament de la cambra de combustió, un gran deflector per produir una trajectòria més llarga i calenta del flux de gas. Les estufes modernes sovint es construeixen amb una finestra per deixar sortir una mica de llum i perquè l'usuari pugui veure l'evolució del foc.
Mentre que les estufes són normalment més eficients i controlables que les llars, hi ha excepcions. El tipus d'escalfador d'aigua 'back boiler', d'ús comú a Irlanda, per exemple, pot tenir més del 80% d'eficiència absoluta, mentre que el tipus d'estufa d'ús comú a la Xina pot tenir una eficiència inferior al 15 %.

## Per a més informació
- Harris, Howell, "Coping with Competition: Cooperation and Collusion in the U.S. Stove Industry, c. 1870–1930", Business History Review, 86 (Winter 2012), 657–692.
- Roth C., [Enllaç no actiu] 1st edition, released January 2011 Published by GIZ HERA – Poverty-oriented Basic Energy Service